# LY Corporation
LY Corporation是韓國Naver集團與軟銀集團合資設立於的子公司，旗下擁有LINE及Yahoo! Japan。

## 沿革
2019年11月下旬，由LINE母公司NAVER與持有Yahoo! Japan的軟銀集團達成協議，透過成立新公司Z控股（Z Holdings）整合LINE與Yahoo! Japan，惟兩品牌仍獨立運作。
2023年10月1日，LINE、Yahoo! Japan、Z Holdings、Z Entertainment、Z Data合併為LY Corporation。
2025年4月25日，其市值約為 256億美元。

## 子公司
參考資料：
- アスクル株式会社
- CRITEO株式会社
- dely株式会社
- 株式会社出前館
- 株式会社一休
- IPX Corporation
- LINE Credit株式会社.
- LINE Financial Corporation
- LINE Friends Japan株式会社
- LINE Games Corporation
- LINEヘルスケア株式会社
- LINE MUSIC株式会社
- LINE NEXT Corporation
- LINE NEXT Inc.
- LINE Pay株式会社
- LINE Pay Taiwan Limited
- LINE PLAY Corporation.
- LINE Plus Corporation
- LINE MAN Corporation PTE.LTD
- LINE Xenesis株式会社
- LINEヤフーコミュニケーションズ株式会社
- 株式会社マイベスト
- PayPayアセットマネジメント株式会社
- PayPay銀行株式会社
- PayPayカード株式会社
- PayPay株式会社
- PayPay保険サービス株式会社
- スポーツナビ株式会社
- 株式会社スタンバイ
- バリューコマース株式会社
- ヤフーマートオペレーションズ株式会社
- Ｚコーポレーション株式会社
- Zフィナンシャル株式会社
- Z Venture Capital株式会社
- 株式会社ZOZO

## 2023資料外洩事件
2023年10月9日，Line總部資料外洩，肇因為所使用韓國雲端公司Naver Cloud遭駭，Line總部和Naver身分驗證系統共用，以至於駭客可存取Line的系統，資料外洩已知44萬筆以上，Line使用者資料302,569筆、業務合作夥伴資料86,105筆、員工及其他人士51,353筆。
2024年3月5日，日本總務省進行行政指導要求強化安全性，且內部電腦架構需與Naver Cloud分離，總務省指出此次事件與Naver持有Line總部50%股權關系對此次問題有影響，總務省罕見地要求公司審視其經營體制，包括目前的股權關系，並要求與Naver共同出資SoftBank財團進行必要的交涉，Line總部表示所有措施需至2026年12月才能完成。高市早苗、小林鷹之新（現任、前任經濟安全保障大臣）表態因安全問題不使用Line軟體。
2024年4月16日，總務省再次進行行政指導，非常罕見地於僅一個多月內兩次發布行政指導意見，認為Line總部2024年4月1日宣布的預防措施依舊不完善，並表示該公司沒有提出具提的措施，據悉韓國Naver方面對於LY Corporation資本股份結構意見為反對，在報告當中也未見對此部分具提表示，最後總務省要求該公司在2024年7月1日前再次提交報告說明需要加強的具體措施。SoftBank正協商從Naver手上持股買下一定比例的股份，對此南韓外交部表示不該歧視南韓企業，有南韓媒體甚至視為日本此舉為向南韓敵視。

## 外部連結
- LY Corporation